# Canton de Saint-Pol-sur-Ternoise
Le canton de Saint-Pol-sur-Ternoise est une circonscription électorale française située dans le département du Pas-de-Calais et la région Hauts-de-France.

## Géographie

Le Canton de Saint-Pol-sur-Ternoise dans l'arrondissement d'Arras

Ce canton est organisé autour de Saint-Pol-sur-Ternoise dans l'arrondissement d'Arras. Son altitude varie de 63 m (Linzeux) à 184 m (Diéval) pour une altitude moyenne de 123 m.

## Histoire
À la suite du redécoupage cantonal de 2014, les limites territoriales du canton sont remaniées. Le nombre de communes du canton passe de 42 à 88.

## Représentation

### Conseillers d'arrondissement (de 1833 à 1940)
Le canton de Saint-Pol avait deux conseillers d'arrondissement.
Il appartenait à l'arrondissement de Saint-Pol jusqu'à sa disparition en 1926.
| Période      | Période      | Identité                                              | Étiquette   | Qualité |
| ------------ | ------------ | ----------------------------------------------------- | ----------- | --- |
| 1833         | 1835 (décès) | Charles Louis Joseph Capron-Delepouve (1770-1835)     |             | Maire de Gauchin                                                                                            |
| 1833         | 1839         | Ange Héroguelle (1766-1840)                           |             | Juge au Tribunal civil de Saint-Pol                                                                         |
| 1835         | 1839         | M. Daverdoingt                                        |             | |
| 1839         | 1845         | Louis Désiré Dambrines de Ramecourt                   |             | Propriétaire, ancien maire de Ramecourt                                                                     |
| 1839         | 1848         | M. Danvin                                             |             | |
| 1845         | 1873         | Guislain Danvin                                       |             | Notaire, conseiller municipal de Saint-Pol-sur-Ternoise                                                     |
|              |              |                                                       |             | |
|              | 1891 (décès) | Henri Jean-Baptiste Etienne Gaquerre (1826-1891)      |             | Brasseur à Saint-Pol                                                                                        |
|              |              |                                                       |             | |
| av.1892      |              | Charles Boucly                                        |             | Maire d'Œuf-en-Ternois                                                                                      |
| av.1892      | 1901         | Gustave Lebel                                         | Libéral     | Cultivateur à Saint-Pol                                                                                     |
| 1895         | 1901 (décès) | Henri Bocquillon-Briet (1836-1901)                    | Républicain | Cultivateur à Saint-Pol Président du Conseil d'arrondissement                                               |
| 1901         | 1913         | Jules Poillion                                        | Républicain | Cultivateur, maire de Pierremont                                                                            |
| octobre 1901 | 1919         | René Ernest Lefebvre-Huré                             | Républicain | Négociant en nouveautés, conseiller municipal de Saint-Pol                                                  |
| 1913         | 1919         | Louis Charles Florent Bornay                          | Républicain | Docteur en médecine à Saint-Pol                                                                             |
| 1919         | 1940         | Edmond Pierre François Charles Willerval de Séricourt | Droite      | Propriétaire-agriculteur, maire de Séricourt                                                                |
| 1925         | 1940         | Joseph Penet (1876-1956)                              | Droite      | Agriculteur, maire de Troisvaux                                                                             |
| 1940         |              |                                                       |             | Les conseils d'arrondissement ont été suspendus par la loi du 12 octobre 1940 et n'ont jamais été réactivés |

### Conseillers généraux de 1833 à 2015
| Période | Période      | Identité                                        | Étiquette     | Qualité |
| ------- | ------------ | ----------------------------------------------- | ------------- | --- |
| 1833    | 1845         | Jean-Baptiste Petit de Bryas                    |               | Maire de Bryas |
| 1845    | 1848         | Louis Désiré Dambrines de Ramecourt (1785-1872) |               | Propriétaire à Ramecourt, conseiller d'arrondissement                                                                    |
| 1848    | 1852         | Charles-Marie de Bryas                          | Droite        | Propriétaire à Bryas, Représentant du peuple (1849-1851) député (1871-1876)                                              |
| 1852    | 1875 (décès) | Fortuné Graux                                   | Républicain   | Juge-suppléant Maire de Saint-Pol-sur-Ternoise                                                                           |
| 1875    | 1900 (décès) | Georges Graux                                   | Rad.          | Avocat à Paris Député (1881-1900)                                                                                        |
| 1901    | 1904         | Léon Capy                                       | Républicain   | Notaire et avocat Conseiller municipal de Saint-Pol-sur-Ternoise                                                         |
| 1904    | 1910         | Georges Vallée                                  | Républicain   | Avocat, puis sous-préfet Député (1900-1910) Propriétaire à Saint-Georges                                                 |
| 1910    | 1915 (décès) | Paul Gailly                                     | RG            | Propriétaire à Saint-Pol-sur-Ternoise                                                                                    |
| 1915    | 1919         | siège vacant                                    |               | |
| 1919    | 1939 (décès) | Lucien Dupire                                   | FR-RG         | Ingénieur IDN (École centrale de Lille) président de la sucrerie La Ternoise- Maire de Ramecourt                         |
| 1939    | 1940         | Louis Lebel (1871-1945)                         | Rad.          | Directeur de briqueterie à Canteraine Maire de Saint-Pol-sur-Ternoise (1925-1944) Nommé conseiller départemental en 1943 |
|         |              |                                                 |               | |
| 1945    | 1954 (décès) | Aimé Boutleux                                   | DVD puis UDSR | Maire de Bermicourt |
| 1955    | 1967 (décès) | Charles Chopin                                  | CNIP          | Agriculteur Maire de Ramecourt Député (1958-1962)                                                                        |
| 1967    | 1992         | Pierre Bonnel (gendre du précédent)             | RI puis UDF   | Pharmacien Député de 1968 à 1973 Maire de Saint-Pol-sur-Ternoise (1959-1965)                                             |
| 1992    | 2004         | Georges Debret                                  | UDF           | Directeur de coopérative Maire d'Hernicourt                                                                              |
| 2004    | 2015         | Maurice Louf                                    | PS            | Chargé d'études au Conseil Général Maire de Saint-Pol-sur-Ternoise (1992-1995, 2001-2008 et 2011-2020)                   |

### Représentation à partir de 2015
| Période élective | Période élective | Mandat | Mandat   | Identité        | Nuance | Nuance | Qualité                                                  |
| ---------------- | ---------------- | ------ | -------- | --------------- | ------ | ------ | -------------------------------------------------------- |
| 2015             | 2021             | 2015   | 2021     | Claude Bachelet |        | LR     | Agriculteur retraité Maire de Croisette                  |
| 2015             | 2021             | 2015   | 2021     | Ginette Beugnet |        | LREM   | Directrice générale des services de la mairie de Frévent |
| 2021             | 2028             | 2021   | en cours | Claude Bachelet |        | LR     | Conseiller sortant                                       |
| 2021             | 2028             | 2021   | en cours | Ingrid Gaillard |        | DVD    | Maire de Flers                                           |

Ginette Beugnet a quitté l'UDI.

### Résultats détaillés

#### Élections de mars 2015
À l'issue du 1er tour des élections départementales de 2015, trois binômes sont en ballottage : Olivier Delbé et Catherine Rzepa (FN, 39,72 %), Claude Bachelet et Ginette Beugnet (Union de la Droite, 35,42 %) et Martine Leblanc et Mickaël Poillion (Union de la Gauche, 24,86 %). Le taux de participation est de 59,49 % (14 598 votants sur 24 539 inscrits) contre 51,81 % au niveau départemental et 50,17 % au niveau national.
Au second tour, Claude Bachelet et Ginette Beugnet (Union de la Droite) sont élus avec 55,15 % des suffrages exprimés et un taux de participation de 59,5 % (7 238 voix pour 14 598 votants et 24 536 inscrits).

#### Élections de juin 2021
Le premier tour des élections départementales de 2021 est marqué par un très faible taux de participation (33,26 % au niveau national). Dans le canton de Saint-Pol-sur-Ternoise, ce taux de participation est de 41,06 % (10 055 votants sur 24 489 inscrits) contre 35,19 % au niveau départemental. À l'issue de ce premier tour, deux binômes sont en ballottage : Claude Bachelet et Ingrid Gaillard (Union au centre et à droite, 49,04 %) et Bruno Roussel et Lydie Surelle (RN, 26,85 %).
Le second tour des élections est marqué une nouvelle fois par une abstention massive équivalente au premier tour. Les taux de participation sont de 34,36 % au niveau national, 34,96 % dans le département et 42,14 % dans le canton de Saint-Pol-sur-Ternoise. Claude Bachelet et Ingrid Gaillard (Union au centre et à droite) sont élus avec 69,01 % des suffrages exprimés (6 566 voix pour 10 319 votants et 24 488 inscrits),,. 

## Composition

### Composition avant 2015
Le canton de Saint-Pol-sur-Ternoise regroupait 42 communes.
| Nom                                | Code Insee | Codepostal | Superficie (km2) | Population (dernière pop. légale) | Densité (hab./km2) |
| ---------------------------------- | ---------- | ---------- | ---------------- | --------------------------------- | ------------------ |
| Saint-Pol-sur-Ternoise (chef-lieu) | 62767      | 62130      | 8,24             | 5 113 (2012)                      | 621                |
| Beauvois                           | 62101      | 62130      | 2,68             | 144 (2012)                        | 54                 |
| Bermicourt                         | 62114      | 62130      | 5,53             | 153 (2012)                        | 28                 |
| Blangerval-Blangermont             | 62137      | 62270      | 4,61             | 103 (2012)                        | 22                 |
| Brias                              | 62180      | 62130      | 7,74             | 319 (2012)                        | 41                 |
| Buneville                          | 62187      | 62130      | 3,84             | 176 (2012)                        | 46                 |
| Croisette                          | 62258      | 62130      | 7,64             | 317 (2012)                        | 41                 |
| Croix-en-Ternois                   | 62260      | 62130      | 6,62             | 318 (2012)                        | 48                 |
| Diéval                             | 62269      | 62460      | 12,00            | 782 (2012)                        | 65                 |
| Écoivres                           | 62283      | 62270      | 2,22             | 122 (2012)                        | 55                 |
| Flers                              | 62337      | 62270      | 5,50             | 207 (2012)                        | 38                 |
| Foufflin-Ricametz                  | 62348      | 62130      | 3,00             | 120 (2012)                        | 40                 |
| Framecourt                         | 62352      | 62130      | 2,28             | 99 (2012)                         | 43                 |
| Gauchin-Verloingt                  | 62367      | 62130      | 5,92             | 856 (2012)                        | 145                |
| Guinecourt                         | 62396      | 62130      | 2,24             | 19 (2012)                         | 8,5                |
| Hautecloque                        | 62416      | 62130      | 6,84             | 221 (2012)                        | 32                 |
| Héricourt                          | 62433      | 62130      | 4,95             | 106 (2012)                        | 21                 |
| Herlincourt                        | 62435      | 62130      | 2,95             | 112 (2012)                        | 38                 |
| Herlin-le-Sec                      | 62436      | 62130      | 3,86             | 171 (2012)                        | 44                 |
| Hernicourt                         | 62442      | 62130      | 9,85             | 527 (2012)                        | 54                 |
| Humerœuille                        | 62467      | 62130      | 3,23             | 148 (2012)                        | 46                 |
| Humières                           | 62468      | 62130      | 6,81             | 217 (2012)                        | 32                 |
| Ligny-Saint-Flochel                | 62514      | 62127      | 5,23             | 260 (2012)                        | 50                 |
| Linzeux                            | 62518      | 62270      | 4,71             | 170 (2012)                        | 36                 |
| Maisnil                            | 62539      | 62130      | 5,14             | 256 (2012)                        | 50                 |
| Marquay                            | 62558      | 62127      | 3,47             | 173 (2012)                        | 50                 |
| Moncheaux-lès-Frévent              | 62576      | 62270      | 3,92             | 118 (2012)                        | 30                 |
| Monts-en-Ternois                   | 62590      | 62130      | 3,53             | 56 (2012)                         | 16                 |
| Neuville-au-Cornet                 | 62607      | 62130      | 2,28             | 87 (2012)                         | 38                 |
| Nuncq-Hautecôte                    | 62631      | 62270      | 6,64             | 419 (2012)                        | 63                 |
| Œuf-en-Ternois                     | 62633      | 62130      | 8,75             | 255 (2012)                        | 29                 |
| Ostreville                         | 62641      | 62130      | 3,88             | 257 (2012)                        | 66                 |
| Pierremont                         | 62655      | 62130      | 6,14             | 279 (2012)                        | 45                 |
| Ramecourt                          | 62686      | 62130      | 8,09             | 320 (2012)                        | 40                 |
| Roëllecourt                        | 62717      | 62130      | 9,42             | 574 (2012)                        | 61                 |
| Saint-Michel-sur-Ternoise          | 62763      | 62130      | 5,97             | 916 (2012)                        | 153                |
| Séricourt                          | 62791      | 62270      | 2,45             | 53 (2012)                         | 22                 |
| Sibiville                          | 62795      | 62270      | 7,35             | 107 (2012)                        | 15                 |
| Siracourt                          | 62797      | 62130      | 3,14             | 257 (2012)                        | 82                 |
| Ternas                             | 62809      | 62127      | 2,51             | 132 (2012)                        | 53                 |
| Troisvaux                          | 62831      | 62130      | 6,18             | 296 (2012)                        | 48                 |
| Wavrans-sur-Ternoise               | 62883      | 62130      | 4,81             | 215 (2012)                        | 45                 |

### Composition depuis 2015
Lors du redécoupage de 2014, le canton de Saint-Pol-sur-Ternoise comprenait 88 communes entières.
À la suite de la création de la commune nouvelle de Bonnières au 1er janvier 2019, le canton comprend désormais 87 communes entières.
| Nom                                            | Code Insee | Intercommunalité | Superficie (km2) | Population (dernière pop. légale) | Densité (hab./km2) | Modifier                                    |
| ---------------------------------------------- | ---------- | ---------------- | ---------------- | --------------------------------- | ------------------ | ------------------------------------------- |
| Saint-Pol-sur-Ternoise (bureau centralisateur) | 62767      | CC du Ternois    | 8,24             | 4 759 (2022)                      | 578                | modifier les données · modifier les données |
| Anvin                                          | 62036      | CC du Ternois    | 7,83             | 709 (2022)                        | 91                 | modifier les données · modifier les données |
| Aubrometz                                      | 62047      | CC du Ternois    | 2,72             | 142 (2022)                        | 52                 | modifier les données · modifier les données |
| Aumerval                                       | 62058      | CC du Ternois    | 3,42             | 194 (2022)                        | 57                 | modifier les données · modifier les données |
| Averdoingt                                     | 62061      | CC du Ternois    | 8,33             | 293 (2022)                        | 35                 | modifier les données · modifier les données |
| Bailleul-lès-Pernes                            | 62071      | CC du Ternois    | 3,49             | 409 (2022)                        | 117                | modifier les données · modifier les données |
| Beauvois                                       | 62101      | CC du Ternois    | 2,68             | 133 (2022)                        | 50                 | modifier les données · modifier les données |
| Bergueneuse                                    | 62109      | CC du Ternois    | 2,78             | 215 (2022)                        | 77                 | modifier les données · modifier les données |
| Bermicourt                                     | 62114      | CC du Ternois    | 5,53             | 167 (2022)                        | 30                 | modifier les données · modifier les données |
| Blangerval-Blangermont                         | 62137      | CC du Ternois    | 4,61             | 93 (2022)                         | 20                 | modifier les données · modifier les données |
| Bonnières                                      | 62154      | CC du Ternois    | 27,16            | 667 (2022)                        | 25                 | modifier les données · modifier les données |
| Boubers-sur-Canche                             | 62158      | CC du Ternois    | 9,23             | 577 (2022)                        | 63                 | modifier les données · modifier les données |
| Bouret-sur-Canche                              | 62163      | CC du Ternois    | 4,87             | 245 (2022)                        | 50                 | modifier les données · modifier les données |
| Bours                                          | 62166      | CC du Ternois    | 11,84            | 588 (2022)                        | 50                 | modifier les données · modifier les données |
| Boyaval                                        | 62171      | CC du Ternois    | 5,38             | 138 (2022)                        | 26                 | modifier les données · modifier les données |
| Brias                                          | 62180      | CC du Ternois    | 7,74             | 297 (2022)                        | 38                 | modifier les données · modifier les données |
| Buneville                                      | 62187      | CC du Ternois    | 3,84             | 177 (2022)                        | 46                 | modifier les données · modifier les données |
| Conchy-sur-Canche                              | 62234      | CC du Ternois    | 9,83             | 222 (2022)                        | 23                 | modifier les données · modifier les données |
| Conteville-en-Ternois                          | 62238      | CC du Ternois    | 2,29             | 81 (2022)                         | 35                 | modifier les données · modifier les données |
| Croisette                                      | 62258      | CC du Ternois    | 7,64             | 300 (2022)                        | 39                 | modifier les données · modifier les données |
| Croix-en-Ternois                               | 62260      | CC du Ternois    | 6,62             | 332 (2022)                        | 50                 | modifier les données · modifier les données |
| Écoivres                                       | 62283      | CC du Ternois    | 2,22             | 126 (2022)                        | 57                 | modifier les données · modifier les données |
| Eps                                            | 62299      | CC du Ternois    | 6,87             | 242 (2022)                        | 35                 | modifier les données · modifier les données |
| Équirre                                        | 62301      | CC du Ternois    | 4,19             | 77 (2022)                         | 18                 | modifier les données · modifier les données |
| Érin                                           | 62303      | CC du Ternois    | 6,36             | 220 (2022)                        | 35                 | modifier les données · modifier les données |
| Fiefs                                          | 62333      | CC du Ternois    | 10,97            | 372 (2022)                        | 34                 | modifier les données · modifier les données |
| Flers                                          | 62337      | CC du Ternois    | 5,50             | 217 (2022)                        | 39                 | modifier les données · modifier les données |
| Fleury                                         | 62339      | CC du Ternois    | 2,75             | 106 (2022)                        | 39                 | modifier les données · modifier les données |
| Floringhem                                     | 62340      | CC du Ternois    | 4,65             | 883 (2022)                        | 190                | modifier les données · modifier les données |
| Fontaine-lès-Boulans                           | 62342      | CC du Ternois    | 5,62             | 103 (2022)                        | 18                 | modifier les données · modifier les données |
| Fontaine-lès-Hermans                           | 62344      | CC du Ternois    | 3,80             | 107 (2022)                        | 28                 | modifier les données · modifier les données |
| Fortel-en-Artois                               | 62346      | CC du Ternois    | 5,89             | 215 (2022)                        | 37                 | modifier les données · modifier les données |
| Foufflin-Ricametz                              | 62348      | CC du Ternois    | 3,00             | 147 (2022)                        | 49                 | modifier les données · modifier les données |
| Framecourt                                     | 62352      | CC du Ternois    | 2,28             | 115 (2022)                        | 50                 | modifier les données · modifier les données |
| Frévent                                        | 62361      | CC du Ternois    | 15,23            | 3 288 (2022)                      | 216                | modifier les données · modifier les données |
| Gauchin-Verloingt                              | 62367      | CC du Ternois    | 5,92             | 781 (2022)                        | 132                | modifier les données · modifier les données |
| Gouy-en-Ternois                                | 62381      | CC du Ternois    | 5,65             | 128 (2022)                        | 23                 | modifier les données · modifier les données |
| Guinecourt                                     | 62396      | CC du Ternois    | 2,24             | 14 (2022)                         | 6,3                | modifier les données · modifier les données |
| Hautecloque                                    | 62416      | CC du Ternois    | 6,84             | 215 (2022)                        | 31                 | modifier les données · modifier les données |
| Héricourt                                      | 62433      | CC du Ternois    | 4,95             | 79 (2022)                         | 16                 | modifier les données · modifier les données |
| Herlin-le-Sec                                  | 62436      | CC du Ternois    | 3,86             | 161 (2022)                        | 42                 | modifier les données · modifier les données |
| Herlincourt                                    | 62435      | CC du Ternois    | 2,95             | 106 (2022)                        | 36                 | modifier les données · modifier les données |
| Hernicourt                                     | 62442      | CC du Ternois    | 9,85             | 513 (2022)                        | 52                 | modifier les données · modifier les données |
| Hestrus                                        | 62450      | CC du Ternois    | 7,80             | 219 (2022)                        | 28                 | modifier les données · modifier les données |
| Heuchin                                        | 62451      | CC du Ternois    | 8,16             | 485 (2022)                        | 59                 | modifier les données · modifier les données |
| Huclier                                        | 62462      | CC du Ternois    | 3,32             | 155 (2022)                        | 47                 | modifier les données · modifier les données |
| Humerœuille                                    | 62467      | CC du Ternois    | 3,23             | 179 (2022)                        | 55                 | modifier les données · modifier les données |
| Humières                                       | 62468      | CC du Ternois    | 6,81             | 207 (2022)                        | 30                 | modifier les données · modifier les données |
| Ligny-Saint-Flochel                            | 62514      | CC du Ternois    | 5,23             | 238 (2022)                        | 46                 | modifier les données · modifier les données |
| Ligny-sur-Canche                               | 62513      | CC du Ternois    | 7,17             | 188 (2022)                        | 26                 | modifier les données · modifier les données |
| Linzeux                                        | 62518      | CC du Ternois    | 4,71             | 172 (2022)                        | 37                 | modifier les données · modifier les données |
| Lisbourg                                       | 62519      | CC du Ternois    | 17,77            | 591 (2022)                        | 33                 | modifier les données · modifier les données |
| Maisnil                                        | 62539      | CC du Ternois    | 5,14             | 257 (2022)                        | 50                 | modifier les données · modifier les données |
| Marest                                         | 62553      | CC du Ternois    | 3,16             | 280 (2022)                        | 89                 | modifier les données · modifier les données |
| Marquay                                        | 62558      | CC du Ternois    | 3,47             | 173 (2022)                        | 50                 | modifier les données · modifier les données |
| Moncheaux-lès-Frévent                          | 62576      | CC du Ternois    | 3,92             | 137 (2022)                        | 35                 | modifier les données · modifier les données |
| Monchel-sur-Canche                             | 62577      | CC du Ternois    | 5,06             | 73 (2022)                         | 14                 | modifier les données · modifier les données |
| Monchy-Breton                                  | 62580      | CC du Ternois    | 6,90             | 527 (2022)                        | 76                 | modifier les données · modifier les données |
| Monchy-Cayeux                                  | 62581      | CC du Ternois    | 6,22             | 289 (2022)                        | 46                 | modifier les données · modifier les données |
| Monts-en-Ternois                               | 62590      | CC du Ternois    | 3,53             | 64 (2022)                         | 18                 | modifier les données · modifier les données |
| Nédon                                          | 62600      | CC du Ternois    | 4,89             | 156 (2022)                        | 32                 | modifier les données · modifier les données |
| Nédonchel                                      | 62601      | CC du Ternois    | 3,89             | 347 (2022)                        | 89                 | modifier les données · modifier les données |
| Neuville-au-Cornet                             | 62607      | CC du Ternois    | 2,28             | 62 (2022)                         | 27                 | modifier les données · modifier les données |
| Nuncq-Hautecôte                                | 62631      | CC du Ternois    | 6,64             | 473 (2022)                        | 71                 | modifier les données · modifier les données |
| Œuf-en-Ternois                                 | 62633      | CC du Ternois    | 8,75             | 253 (2022)                        | 29                 | modifier les données · modifier les données |
| Ostreville                                     | 62641      | CC du Ternois    | 3,88             | 215 (2022)                        | 55                 | modifier les données · modifier les données |
| Pernes                                         | 62652      | CC du Ternois    | 4,58             | 1 586 (2022)                      | 346                | modifier les données · modifier les données |
| Pierremont                                     | 62655      | CC du Ternois    | 6,14             | 326 (2022)                        | 53                 | modifier les données · modifier les données |
| Prédefin                                       | 62668      | CC du Ternois    | 3,82             | 214 (2022)                        | 56                 | modifier les données · modifier les données |
| Pressy                                         | 62669      | CC du Ternois    | 4,33             | 299 (2022)                        | 69                 | modifier les données · modifier les données |
| Ramecourt                                      | 62686      | CC du Ternois    | 8,09             | 351 (2022)                        | 43                 | modifier les données · modifier les données |
| Roëllecourt                                    | 62717      | CC du Ternois    | 9,42             | 520 (2022)                        | 55                 | modifier les données · modifier les données |
| Sachin                                         | 62732      | CC du Ternois    | 5,90             | 320 (2022)                        | 54                 | modifier les données · modifier les données |
| Sains-lès-Pernes                               | 62740      | CC du Ternois    | 4,20             | 303 (2022)                        | 72                 | modifier les données · modifier les données |
| Saint-Michel-sur-Ternoise                      | 62763      | CC du Ternois    | 5,97             | 838 (2022)                        | 140                | modifier les données · modifier les données |
| Séricourt                                      | 62791      | CC du Ternois    | 2,45             | 46 (2022)                         | 19                 | modifier les données · modifier les données |
| Sibiville                                      | 62795      | CC du Ternois    | 7,35             | 115 (2022)                        | 16                 | modifier les données · modifier les données |
| Siracourt                                      | 62797      | CC du Ternois    | 3,14             | 282 (2022)                        | 90                 | modifier les données · modifier les données |
| Tangry                                         | 62805      | CC du Ternois    | 4,84             | 264 (2022)                        | 55                 | modifier les données · modifier les données |
| Teneur                                         | 62808      | CC du Ternois    | 6,85             | 262 (2022)                        | 38                 | modifier les données · modifier les données |
| Ternas                                         | 62809      | CC du Ternois    | 2,51             | 130 (2022)                        | 52                 | modifier les données · modifier les données |
| La Thieuloye                                   | 62813      | CC du Ternois    | 4,06             | 470 (2022)                        | 116                | modifier les données · modifier les données |
| Tilly-Capelle                                  | 62818      | CC du Ternois    | 6,31             | 156 (2022)                        | 25                 | modifier les données · modifier les données |
| Troisvaux                                      | 62831      | CC du Ternois    | 6,18             | 288 (2022)                        | 47                 | modifier les données · modifier les données |
| Vacquerie-le-Boucq                             | 62833      | CC du Ternois    | 3,30             | 70 (2022)                         | 21                 | modifier les données · modifier les données |
| Valhuon                                        | 62835      | CC du Ternois    | 9,17             | 544 (2022)                        | 59                 | modifier les données · modifier les données |
| Wavrans-sur-Ternoise                           | 62883      | CC du Ternois    | 4,81             | 196 (2022)                        | 41                 | modifier les données · modifier les données |
| Canton de Saint-Pol-sur-Ternoise               | 6238       |                  | 513,01           | 32 273 (2022)                     | 63                 | modifier les données                        |

## Démographie

### Démographie avant 2015
| 1962   | 1968   | 1975   | 1982   | 1990   | 1999   | 2006   | 2011   | 2012   |
| ------ | ------ | ------ | ------ | ------ | ------ | ------ | ------ | ------ |
| 14 562 | 14 485 | 14 675 | 14 854 | 14 821 | 14 939 | 15 206 | 15 543 | 15 550 |

### Démographie depuis 2015
En 2022, le canton comptait 32 273 habitants, en évolution de −3,23 % par rapport à 2016 (Pas-de-Calais : −0,72 %, France hors Mayotte : +2,11 %).
| 2013   | 2018   | 2022   |
| ------ | ------ | ------ |
| 33 281 | 33 183 | 32 273 |